# Inesis
Inesis est une marque de produits dédiés au golf et anciennement aux sports de raquette, créée en 2000. Elle conçoit toute une gamme de produits (chaussures, textiles, accessoires) destinés à la pratique du golf.

## Inesis, marque Passion Decathlon
Inesis appartient au groupe Decathlon né en 1976 sous le nom de son enseigne historique : Decathlon. 
Elle est le fruit d'une redéfinition de périmètre dans le portefeuille de Décathlon. Créée en 1998 pour le golf et les sports de raquette, Inesis était une marque duale au début. Elle n'est dédiée à 100 % aux amateurs de green que fin 2005, parallèlement à la création d'Artengo, consacrée au tennis, squash, badminton, tennis de table.